# Pelurga argentata
Pelurga argentata là một loài bướm đêm trong họ Geometridae.